# Parafia Najświętszego Serca Pana Jezusa i Matki Bożej Fatimskiej w Strzybnicy
Parafia Najświętszego Serca Pana Jezusa i Matki Bożej Fatimskiej w Tarnowskich Górach-Strzybnicy – należy do diecezji gliwickiej (dekanat Tarnowskie Góry).

## Historia parafii
Do roku 1415 wieś Rybna, jak i tereny później powstałych miejscowości Piaseczna i Strzybnica, należały do parafii w Reptach, a następnie do parafii Tarnowice. Nową parafię – nazwaną Rybna (z powodu lokalizacji kościoła na gruntach Rybnej) – utworzono w roku 1887, a przemianowano na Strzybnica dopiero po II wojnie światowej. Kościół konsekrowano 15 sierpnia 1887 roku.

## Zasięg parafii
Do parafii należą wierni z Piasecznej, Rybnej oraz Strzybnicy (ulice: 11 Listopada, Armii Krajowej, Batalionów Chłopskich, Czołgistów, Dębowa, Dymarska, Dzierżonia, Górna, Grabowa, Grzybowa 1-83c i 2-70, Husarska, Iglasta, Jagiellońska, Karłowicza, Kombatantów, Komuny Paryskiej, Kossaka, Kościelna, Kraszewskiego, Kuncewiczowej, Laryszowska, Liściasta, Lotników, Łowna, Majakowskiego, Paderewskiego, Piaseczna, Pionierska, Płóciennika, Polarna 1-55d i 2-100e, Powstańców Warszawskich, Proletariacka, Prusa, Przemysłowa, Pułaskiego, Pustki, Racławicka, Rowickiego, Sempołowskiej, Solskiego, Sorychty, Starowapienna, Strawińskiego, Strzybnicka, Sudecka, Szymanowskiego, Ściegiennego, Tołstoja, Tuwima, Wiślana, Zagórska, Artura Zawiszy i Zwarta).